# Josef Wenzl
Josef Wenzl,  född 20 december 1984, är en tysk längdskidåkare som tävlar på världscupsnivå och för SC Zwiesel. Han har en världscupseger hittills i karriären; fristilssprinten den 27 oktober 2007 i Düsseldorf. . Utöver denna seger har han även två andraplatser och tre tredjeplatser som bästa individuella resultat i karriären. 
Wenzl har deltagit i tre VM, (2007, 2009, 2011). Det bästa resultatet är en 14:e plats i sprint i Sapporo 2007. Han slutade 31:a på individuella sprinten i olympiska vinterspelen 2010 i Vancouver, Canada. I Sotchi 2014 slutade han 31:a i sprint fristil.